# حساب مثلثات معممة
حساب المثلثات العادي يدرس المثلثات في المستوى الإقليدي R2. هناك عدد من الطرق لتحديد الدوال المثلثية الهندسية الإقليدية العادية على الأعداد الحقيقية: تعريفات المثلث القائمة الزاوية، تعريفات دائرة الوحدة، تعريفات السلسلة، التعريفات عبر المعادلات التفاضلية، التعريفات باستخدام المعادلات الدالية. غالبًا ما يتم تطوير تعميمات الدوال المثلثية من خلال البدء بإحدى الطرق المذكورة أعلاه وتكييفها مع حالة أخرى غير الأعداد الحقيقية للهندسة الإقليدية. بشكل عام، يمكن أن يكون علم المثلثات هو دراسة ثلاث نقاط في أي نوع من الهندسة أو الفضاء. المثلث هو المضلع الذي يحتوي على أقل عدد من القمم، لذا فإن أحد الاتجاهات للتعميم هو دراسة النظائر ذات الأبعاد الأعلى للزوايا والمضلعات: الزوايا المجسمة والبوليتوب مثل رباعي الأسطح.